# Eridolius bimaculatus
Eridolius bimaculatus là một loài tò vò trong họ Ichneumonidae.